# Râul Argestru, Bistricioara
Râul Argestru este un curs de apă, afluent al râului Bistricioara.